# Filmes de 1947 da Paramount Pictures
Em 1947, a Paramount Pictures lançou um total de 27 filmes.

## Destaques
As produções mais significativas foram:
- Desert Fury, "híbrido de melodrama antigo e novela de televisão moderna"[1] com uma boa pitada de filme noir, foi bem nas bilheterias apesar dos senões da crítica
- Golden Earrings, aventura na Segunda Guerra Mundial valorizada pela direção de Mitchell Leisen, marcou a volta de Marlene Dietrich depois de dez anos longe do estúdio
- The Perils of Pauline, movimentada homenagem aos antigos seriados do cinema mudo, mais um triunfo comercial  de Betty Hutton e do diretor George Marshall
- Road to Rio, comédia de rotina com muita música, "a quinta viagem ao poço de dinheiro chamado Bing Crosby-Bob Hope-Dorothy Lamour colheu mais baldes de lucro"[1]
- Unconquered, aventura colonial, outra dispendiosa extravagância de Cecil B. DeMille malvista pela crítica, mas que o público transformou em grande sucesso

## Prêmios Oscar
Vigésima cerimônia, com os filmes exibidos em Los Angeles em 1947:
| Filme                 | Indicações                                | Premiações |
| --------------------- | ----------------------------------------- | ---------- |
| Champagne For Two     | Curta-Metragem em Live Action (2 bobinas) | ---        |
| Moon Rockets          | Curta-Metragem em Live Action (1 bobina)  | ---        |
| The Perils of Pauline | Canção                                    | ---        |
| The Road to Rio       | Trilha Sonora (filme musical)             | ---        |
| Tubby the Tuba        | Curta-Metragem de Animação                | ---        |
| Unconquered           | Efeitos Especiais                         | ---        |

### Prêmios Especiais ou Técnicos
- C. R. Daily e os Departamentos de Engenharia, Laboratório e Fotografia da Paramount: Prêmio Científico ou Técnico (Classe II - Placa), pelo aperfeiçoamento e primeira aplicação prática, no Cinema e na Fotografia de still, de um método para aumentar a velocidade do filme, como foi sugerido, primeiramente, pela Companhia E. I. duPont de Nemours[2]
- Farciot Edouart, C. R. Daily, Hal Corl, H. G. Cartwright e os Departamentos de Engenharia e Diapositivos da Paramount: Prêmio Científico ou Técnico (Classe III - Certificado de Menção Honrosa), pela primeira aplicação de um vidro especial antivelatura para planos de fundo de alta intensidade e projetores de iluminação[2]

## Os filmes de 1947
| Título original        | Título PT/BR            | Título PT/PT          | Astros                           | Diretor          |
| ---------------------- | ----------------------- | --------------------- | -------------------------------- | ---------------- |
| Adventure Island       | A Ilha da Maldição      |                       | Rory Calhoun, Rhonda Fleming     | Peter Stewart    |
| Big Town               | Nos Labirintos do Crime |                       | Philip Reed, Hillary Brooke      | William Thomas   |
| Big Town After Dark    | Trama Sinistra          |                       | Philip Reed, Hillary Brooke      | William Thomas   |
| Blaze of Noon          | Quatro Irmãos A Queriam |                       | Anne Baxter, William Holden      | John Farrow      |
| Calcutta               | Calcutá                 | Calcutá               | Alan Ladd, Gail Russell          | John Farrow      |
| Danger Street          |                         |                       | Jane Withers, Robert Lowery      | Lew Landers      |
| Dear Ruth              | Ruth Querida            |                       | Joan Caulfield, William Holden   | William Russell  |
| Desert Fury            | A Filha da Pecadora     | A Filha do Pecado     | Lizabeth Scott, John Hodiak      | Lewis Allen      |
| Easy Come, Easy Go     | À Espera de Um Milagre  |                       | Barry Fitzgerald, Diana Lynn     | John Farrow      |
| Fear in the Night      | Um Rosto no Espelho     |                       | Paul Kelly, Kay Scott            | Maxwell Shane    |
| Golden Earrings        | Cigana Feiticeira       | A Cigana Feiticeira   | Ray Milland, Marlene Dietrich    | Mitchell Leisen  |
| I Cover Big Town       | Audácia de Mulher       |                       | Philip Reed, Hillary Brooke      | William Thomas   |
| I Walk Alone           | Estranha Fascinação     |                       | Burt Lancaster, Lizabeth Scott   | Byron Haskin     |
| The Imperfect Lady     | O Meu Pecado            | A Mundana             | Ray Milland, Teresa Wright       | Lewis Allen      |
| Jungle Flight          | Selvas da Morte         |                       | Robert Lowery, Ann Savage        | Peter Stewart    |
| Ladie's Man            |                         |                       | Eddie Bracken, Cass Daley        | William Russell  |
| My Favorite Brunette   | Minha Morena Linda      | Morena e Perigosa     | Bob Hope, Dorothy Lamour         | Elliott Nugent   |
| The Perils of Pauline  | Minha Vida, Meus Amores | Os Perigos de Paulina | Betty Hutton, John Lund          | George Marshall  |
| Road to Rio            | A Caminho do Rio        |                       | Bing Crosby, Bob Hope            | Norman Z. McLeod |
| Seven Were Saved       | Tragédia no Mar         |                       | Richard Denning, Catherine Craig | William Pine     |
| Suddenly It's Spring   | Relíquias do Amor       | Primavera no Outono   | Paulette Goddard, Fred MacMurray | Mitchell Leisen  |
| The Trouble with Women | Domínio das Mulheres    | Elas Mandam           | Ray Milland, Teresa Wright       | Sidney Lanfield  |
| Unconquered            | Os Inconquistáveis      | Inconquistáveis       | Gary Cooper, Paulette Goddard    | Cecil B. DeMille |
| Variety Girl           | Miragem Dourada         | Parada de Estrelas    | Mary Hatcher, Olga San Juan      | George Marshall  |
| Welcome Stranger       | Deus Me Deu Um Amigo    | Deus Deu-Me um Amigo  | Bing Crosby, Barry Fitzgerald    | Elliott Nugent   |
| Where There's Life     | Que Rei Sou Eu?         | Vida de Príncipe      | Bob Hope, Signe Hasso            | Sidney Lanfield  |
| Wild Harvest           | Colheita Selvagem       |                       | Alan Ladd, Dorothy Lamour        | Gay Tarnett      |